# Französische Oper
Die französische Oper entwickelte sich im 17. Jahrhundert im Umkreis des französischen Hofes aus der vorherrschenden italienischen Oper, die sie mit Prunk, großem Orchester und ausgiebigen Balletteinlagen anreicherte. Der große Tanzanteil und eine spezielle Textbehandlung im Rezitativ sind ihre wesentlichsten Merkmale. Die singspielartigen Stücke, die aus der Opéra-comique hervorgegangen sind, zeichnen sich hingegen durch gesprochene Dialoge aus im Unterschied zu den italienischen Rezitativen. Als Metropole im kontinentalen Europa blieb Paris bis zum Ende des 19. Jahrhunderts führend in der Operngeschichte.

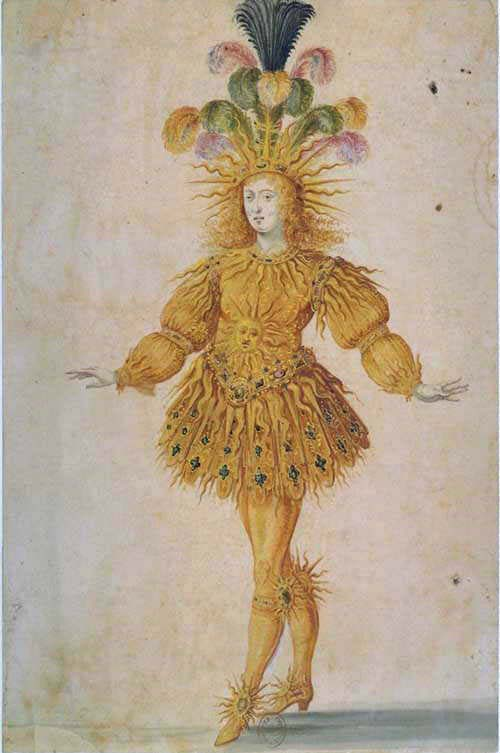
Der junge Louis XIV. in der Hauptrolle des Apollo im „Ballet royal de la nuit“ 1653

Entscheidenden Anteil an der Entstehung einer spezifisch französischen Oper hatte der gebürtige Italiener Jean-Baptiste Lully (1632–1687), der die Hälfte seines Lebens Hofkomponist für Ludwig XIV. war und mit ihm schon um 1650 als Gitarrist und Komödiant bei Aufführungen tanzte. Bei Hof entstanden zwei ausgeprägt französische Operngattungen: Die Tragédie lyrique und das Comédie-ballet.
Nach dem Tod des Königs 1715 entwickelte sich eine nicht-höfische französische Oper auf den Pariser Jahrmarktstheatern, an der Komponisten wie Egidio Duni, François-André Danican Philidor oder Pierre-Alexandre Monsigny Anteil hatten und die Opéra-comique genannt wurde. Jean-Philippe Rameau dagegen führte Lullys Stil weiter und versuchte, moderne italienische Stilmerkmale behutsam zu integrieren. In jener Zeit klingt die italienische Oper modern (in unseren Ohren „klassisch“) und die französische stets noch sehr barock. In den Jahren um die Französische Revolution hatte sich die Opéra-comique in einem eigenen Opernhaus (Opéra-Comique) etabliert, und es entwickelten sich neue Formen der gesungenen Tragödie oder Tragikomödie wie die Rettungsoper. Die für das Großbürgertum des 19. Jahrhunderts wichtigste Operngattung war darauf die Grand opéra, die von der bürgerlich gewordenen Pariser Oper produziert wurde. Nach deren Zerfall hatte das Drame lyrique als empfindsame, ins private Gefühl zurückgezogene Ausdrucksform der französischen Oper bleibenden Erfolg.
Die lebhafte Konkurrenz zwischen französischen und ausländischen Komponisten wie Christoph Willibald Gluck oder Niccolò Piccinni blieb ein fruchtbarer Motor für die französische Oper bis ins 19. Jahrhundert hinein. Die „Ausländer“ Gioachino Rossini, Giacomo Meyerbeer oder Giuseppe Verdi schrieben französische Opern, die zu den bedeutendsten des Repertoires gehörten. Die Zeit des Protektionismus nach dem Deutsch-Französischen Krieg seit 1871 führte allerdings zu einer weitgehenden Beschränkung der französischen Oper auf französischsprachige Komponisten wie Ambroise Thomas, Charles Gounod oder Jules Massenet.

## Verdrängung derItalienischen Oper
Im Jahr 1660 hatte Kardinal Mazarin, der gemeinsam mit Ludwigs Mutter Anna von Österreich Interimsregent war, den berühmtesten italienischen Opernkomponisten Francesco Cavalli nach Paris kommen lassen, um eine Festoper Ercole amante (Der verliebte Herkules) für die königliche Hochzeit zu schreiben. Die italienische Oper war in Paris bereits durch Luigi Rossi und dessen L’Orfeo bekannt geworden; der junge Ludwig XIV. hasste den italienischen Stil aber. Er ließ Lully Ballett-Einlagen für die entstehende Prunkoper komponieren, doch war der Hauptzweck, Cavallis Werk zu sabotieren und dem Ruf seines Förderers Mazarin zu schaden.
Der Plan gelang, und auch für die Alternativoper Serse komponierte Lully die Ballettmusik. Bei der Aufführung am 21. November 1660 im Palais des Tuileries in Paris wurde Cavallis Oper von Lullys französischen Tanzeinlagen nahezu überwuchert und Cavalli brüskiert. Vier Monate später starb Mazarin, worauf viele Italiener Frankreich verließen und die italienische Oper ihre Bedeutung verlor. Beim später doch noch aufgeführten Ercole amante wurde das Ballet jedoch Hercule amoureux benannt und vom König selbst in der Rolle des Apollo getanzt. Der Hof skandierte während seines Tanzes „Lang lebe der Sonnenkönig!“; dieser Name blieb sein Leben lang gebräuchlich.
Im Mai 1661 ernannte Ludwig XIV. Lully zum Surintendant de la musique du roi; von nun an kooperierten Lully und Molière. Lullys entscheidende musikalische Initialzündung entstand aus einem Sachzwang: im August 1661 hatte Molière für ein großes Fest auf Schloss Vaux-le-Vicomte zu wenige Schauspieler. Man baute zwischen einzelne Szenen Ballette ein, um den Schauspielern Zeit zum Umkleiden zu verschaffen. Die Aufführung vor den 6000 Gästen wurde ein unglaublicher Erfolg und das „Comédie-ballet“ war geboren, für das Lully die nächsten Jahre hindurch komponierte.

## Prunk und Ballett
1671 brachte Robert Cambert, der ehemalige Musikdirektor der Königinmutter, mit „Pomone“ die erste rein französische Oper auf die Bühne und hatte durchschlagenden Erfolg. Der Librettist Pierre Perrin wurde allerdings durch Intrigen ruiniert und Lully erhielt von ihm alle Opernrechte. Der König unterstützte ihn dabei, und zwischen 1672 und 1684 kamen etwa 15 Opern Lullys auf den königlichen Bühnen zur Aufführung. Anders als bei Cambert und Perrin erhielt das Ballett großen Raum, und alle Tragédies lyriques enthielten 5 Akte mit je einem Divertissement – großzügige Szenen mit Chor- und Balletteinlagen. Ein vorausgehender Prolog diente der Verherrlichung des Sonnenkönigs.
Die vierte Oper Alceste (1674) wurde bereits im Marmorhof des neugebauten Schlosses Versailles uraufgeführt und war Höhepunkt eines großen Festes. Die meisten der – mindestens im Jahresrhythmus folgenden – Opern waren ebenso prunkhaft, doch teilweise auch mit ernsten Themen. Atys (1676) wurde auch „Die Oper des Königs“ genannt, die er mitkomponiert haben soll. Demgegenüber hieß Isis (1677) bald „Die Oper der Musiker“, weil sie den Fachleuten genial erschien, dem Hof aber zu intellektuell war.
Auf Befehl des Königs entstand 1681 das Hofballett Le Triomphe de l’Amour als Wiederbelebung des früheren Stils. Es wurde von den Kindern des Königs getanzt und erhöhte den Ruhm Lullys, der 1682 zum Umzug des Königshofes nach Versailles Persée komponierte. Mit ihm wurde sogar noch 1770 das Opernhaus zu Versailles eingeweiht und die Hochzeit des zukünftigen Ludwig XVI. mit Marie-Antoinette gefeiert. Lullys erfolgreichstes Werk war 1684 Amadis. Es wurde jedes Jahr aufgeführt, solange Ludwig XIV. lebte. In der Folge wenden sich Lully und sein Librettist Philippe Quinault von der Mythologie ab und besingen französische Ritter und ihr Glaubensideal – eine Folge der Aufhebung des Ediktes von Nantes.
Um 1685 fiel Lully in königliche Ungnade und seine Opern wurden nun in Paris uraufgeführt. Nachfolger im Amt des Surintendanten wurden seine Söhne Jean und Louis, zusammen mit seinem besten Schüler Marin Marais, bis der König Michel-Richard Delalande berief.

## Wichtige Stilelemente der Französischen Nationaloper
Jean-Baptiste Lully führte mit dem großen Orchester den französischen Stil weiter, prägte aber auch die Musik ganz Europas. Klangtypisch sind der fünfstimmige Orchestersatz und die „Vorhalte“. Zu den 24 (!) Violinen – für die Lully blumige Verzierungen liebte – kommen 12 große Oboen, die er aus der Schalmei weiterentwickeln ließ. Als große Generalbass-Gruppe (Continuo) fungierten Cembalo, Gitarren und Lauten, sowie Pauken und Trompeten; Letztere wurden nur bei ernsteren Opern weggelassen. Als Soloinstrument wurde die neue Traversflöte zur Schau gestellt und das „französische Trio“ (zwei Oboen mit Fagott). Das Trio ging auch in die deutsche Tradition ein, u. a. durch Georg Philipp Telemann.
Die typisch französische Ouvertüre (punktierter Rhythmus mit anschließender Fuge und Reprise des ersten Teils) geht allerdings teilweise auf Vorgänger und Zeitgenossen Lullys zurück: auch Pierre Beauchamp, Jean de Cambefort, Robert Cambert, Jacques Cordier, Guillaume Dumanoir oder Michel Mazuel schrieben bereits „Eröffnungsmusiken“ für die Hofballette. Diese Ouvertüren haben wenig mit den italienischen Sinfonias von Monteverdi, Cavalli oder Luigi Rossi zu tun, denn der französische Orchesterstil mit 24 Violinen wurde schon unter den Ballettmeistern Ludwig XIII. entwickelt. Lully fügte den gravitätischen Ouvertüren noch eine Fuge an und gestaltete seine Tänze und Ballette so, dass man den Tanz schon an der Musik erkannte, er sozusagen wichtiger als diese war. Seit 1660 (Ballett „Xerxes“) wurden die „neuen Ouvertüren“ an den Anfang fast jedes Werkes gestellt und ersetzten das frühere Ritournell.
Seit Anfang war die französische Oper als Gegenpol zur etablierten italienischen Oper gedacht. Ludwig XIV. förderte auch in anderen Bereichen der Kunst eine eigene französische Ausdrucksform. Das französische Rezitativ entwickelten Lully und Lambert nicht aus italienischen Vorbildern, sondern aus dem „Air de Cour“ und ließen es bisweilen in kleine liedhafte "Airs" übergehen – nicht zu verwechseln mit Arien. Die italienische Da-capo-Arie kennt die französische Oper nicht. Dafür stellt sie die Erwartungen des Publikums durch Verständlichkeit und viele Ballette zufrieden.
Jeder der 5 Akte (und der Prolog) beinhaltet ein Divertissement (große Chorszene und Ballett). Das Versmaß der Opern kommt dem französischen Rezitativ entgegen. Die Themen sind der antiken Mythologie oder Ritterepen entlehnt. Zu den Standard-Szenen gehören solche mit Träumen (Sommeil), Stürme (Vents), pompösen Schlachten (Combats) und als Abschluss eine große Passacaglia und Chaconnen, oft mit Solisten und Chor.
Der französische Musikstil war schon seit den Plaisirs de l’Îsle de enchantée in Europa populär und zog viele junge Musiker zum Studium nach Paris. Zu diesen europäischen „Lullisten“ zählen Johann Caspar Ferdinand Fischer, Pelham Humfrey, Johann Sigismund Kusser und die sehr bekannten Agostino Steffani und Georg Muffat, zu den französischen u. a. Marin Marais, Jean Marie Leclair und Jean Joseph Cassanea de Mondonville, sowie André Campra, Michel-Richard Delalande und Jean Philippe Rameau.
Die Orchesterstücke der Opern und Ballette kamen als gedruckte Suiten u. a. nach Deutschland und England und prägten die barocke Orchestersuite und die Musik der Fürstenhöfe; auch J.S. Bach, Händel und Purcell ahmten Lully teilweise nach, sowie Fasch, Telemann oder Fux. Die Höfe von Hannover und Düsseldorf bis Darmstadt und München sammelten nicht nur Musik (und Schwarzkopien) aus Frankreich, sondern engagierten auch dessen Musiker.
In Frankreich blieb Lullys Stil für fast hundert Jahre vorherrschend – neben Oper und Ballett auch die Form der geistlichen Musik, die nach dem Tod von Ludwig XIV. am Hofe gefördert wurde.
Erst mit der Gründung des „Concert spirituel“ in Paris und häufigeren italienischen Konzerten sank die Abneigung gegen Italiens Musik. Doch als eine Truppe Pergolesis „La serva padrona“ in Paris aufführte, brach ein offener Konflikt zwischen den Anhängern der traditionell-französischen Oper und den Anhängern der neuen Opera buffa aus. Er ging als Buffonistenstreit in die Geschichte ein und wurde erst Jahre später durch die ersten Opern von Gluck beigelegt. Danach wurden auch die Opern des Ancien Régime von Lully, Campra oder Rameau nur selten gespielt.